# Solenobia conspicuella
Solenobia conspicuella är en fjärilsart som beskrevs av Hermann von Heinemann 1870. Solenobia conspicuella ingår i släktet Solenobia och familjen säckspinnare. Inga underarter finns listade i Catalogue of Life.